# Dotidae
Dotidae (лат.) — семейство голожаберных брюхоногих моллюсков (Dendronotoidea, Cladobranchia).

## Распространение
Семейство встречается по всему миру в холодных и тёплых морях Атлантического, Индийского и Тихого океанов.

## Описание
Голожаберные морские брюхоногие моллюски. Большинство видов — маленькие или очень маленькие и стройные, с округлым велумом через всю переднюю часть головы, гладкими ринофорами, каждый из которых возникает внутри высокого цилиндрического чехла с расширенным ободком, и 5—11 вздутыми, бугристыми цератами вдоль каждой стороны спины. Все Dotidae питаются гидроидами (и откладывают на них свои извивающиеся, волнистые ленты яиц)

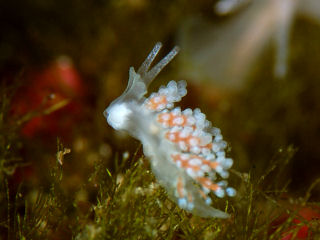
Doto albida
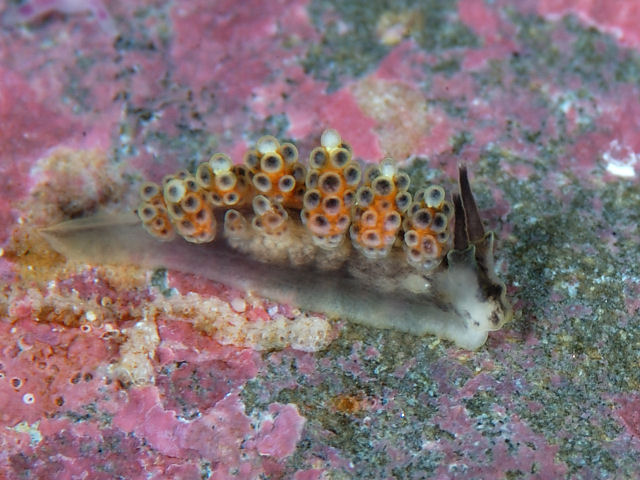
Doto bella
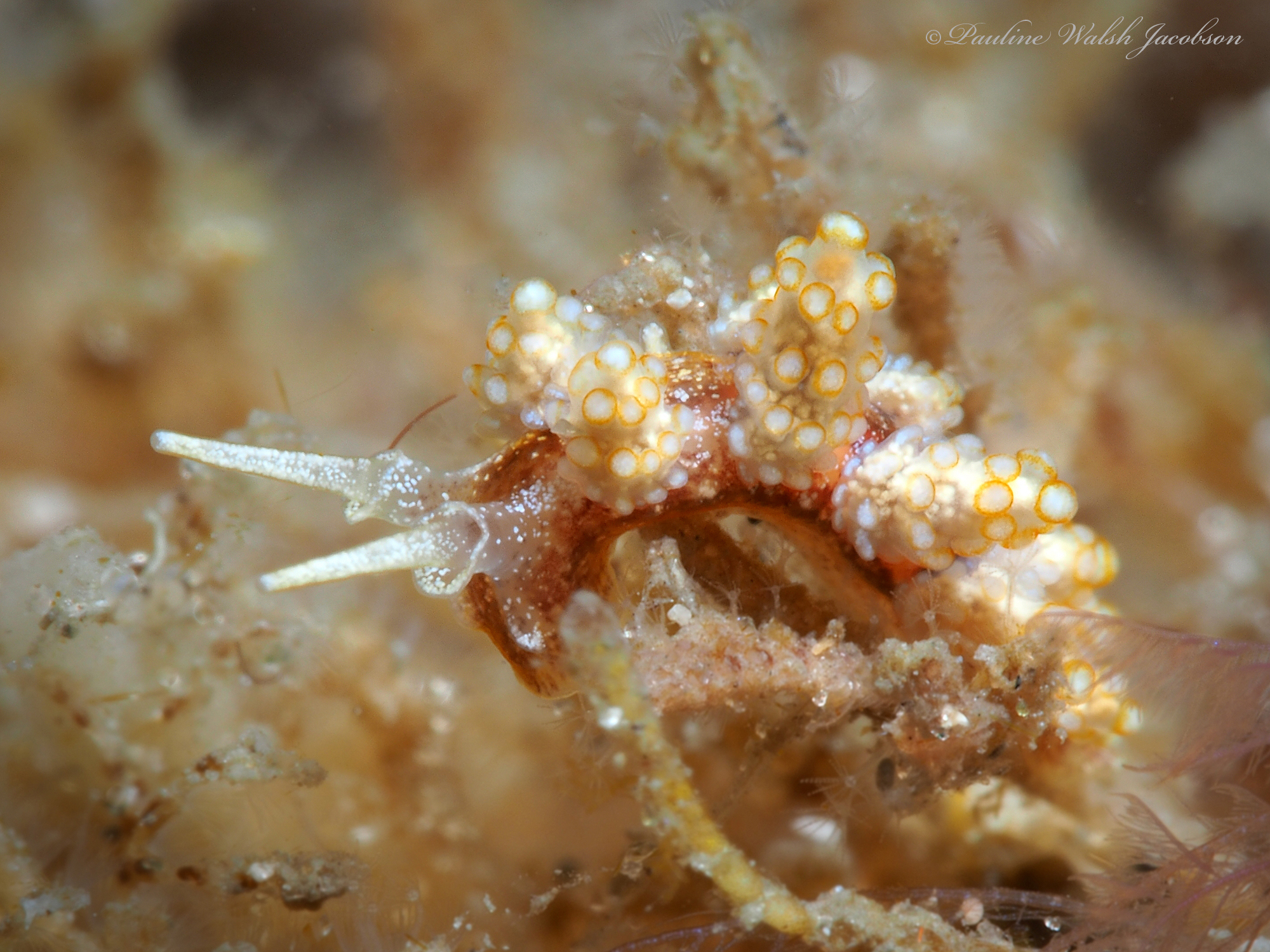
Doto torrelavega
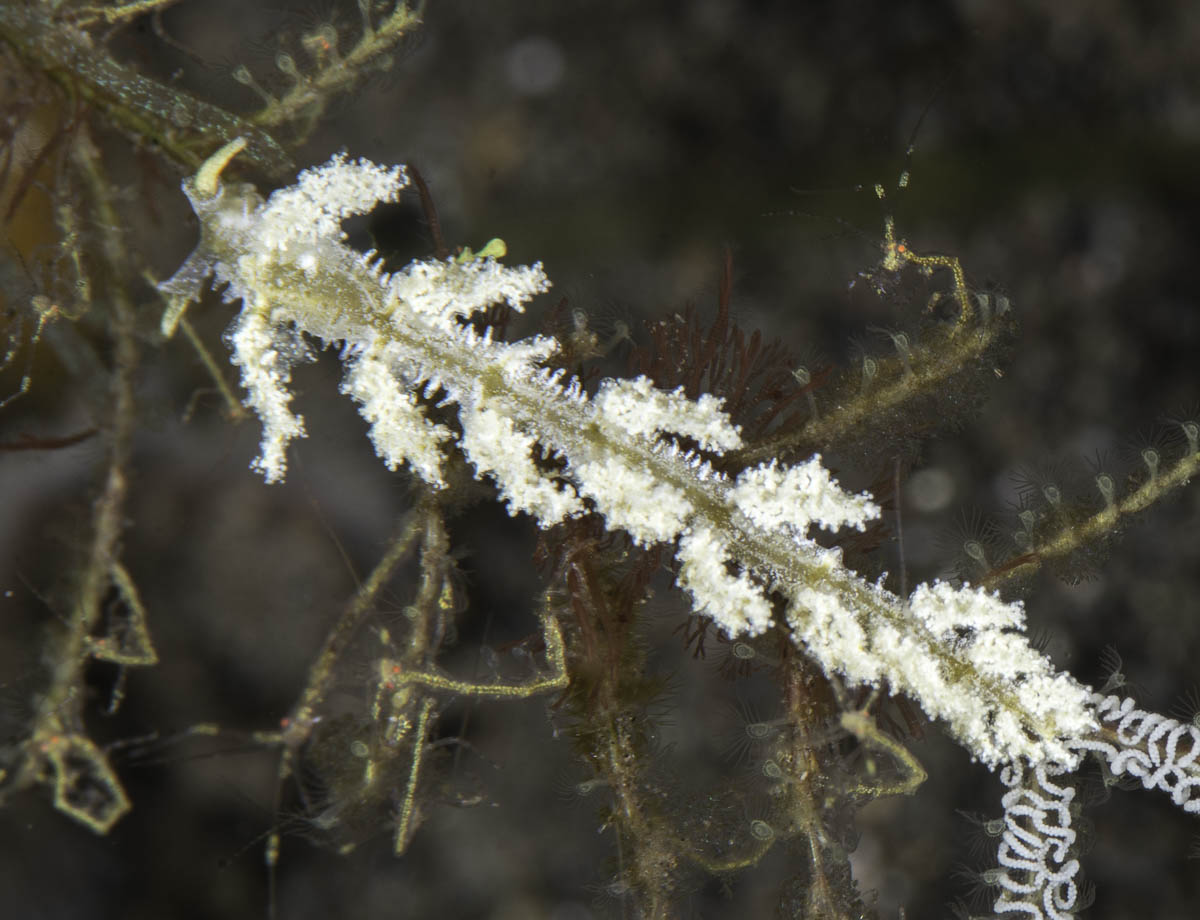
Kabeiro phasmida

## Систематика
Было описано около 100 видов, 4 или 5 родов.
- Caecinella Bergh, 1870 — 1 вид
- Doto Oken, 1815 — более 90 видов
  - Doto greenamyeri
- Kabeiro Shipman & Gosliner, 2015 — 4 вида[6][7]
- Miesea Marcus, 1961 — 1 вид
- ?Timorella  Bergh, 1905 — 1 вид (или в Doto)